# اشتقاق (لسانيات)
الاشتقاق في اللغة: مصدر «اشتق الشيء» إذا أخذ شقه، وهو نصفه. ومن المجاز «اشتق في الكلام» إذا أخذ فيه يمينا وشمالا وترك القصد. ومنه سمي أخذ الكلمة من الكلمة اشتقاقا.
والاشتقاق في الاصطلاح: أخذ كلمة من أخرى أو أكثر، مع تناسب المأخوذة والمأخوذ منها في اللفظ والمعنى.

## تقسيم
الاشتقاق في العربية أربعة أقسام: الصغير، والكبير، والأكبر، والكُبَّار (بضم الكاف وتشديد الباء).

### الصغير
الاشتقاق الصغير أخذ كلمة من أخرى بتغيير في الصيغة مع تناسبهما في المعنى واتفاقهما في حروف المادة الأصلية وترتيبها.
ومنه اشتقاق صيغ الأفعال مجردها ومزيدها،
واشتقاق المشتقات السبعة المشهورة مجردها ومزيدها وهي:
اسم الفاعل، والصفة المشبهة، واسم المفعول، واسم التفضيل، واسم الزمان، واسم المكان، واسم الآلة، واشتقاق غير هذه الأسماء المشتقة.
مثل:
ضرب، أضرب، ضرب، ضارب، تضرب، تضارب، استضرب، ضارب، ضروب، مضروب، أضرب منه، مضرب، مضرب، مضراب، ضريب، ضراب، ضرب، ضريبة.
فهذه المشتقات وغيرها من هذه المادة (ض ر ب) احتفظت بترتيب حروفها، ومعناها سار في جميع ما يشتق منها. وقد أخذت من الضرب، وهو مصدر، والمصدر أكبر أصول الاشتقاق في العربية.
واشتقت العرب من غير المصدر من أصول الاشتقاق أيضا.
فأكثرت الاشتقاق من أسماء الأعيان كالذهب والبحر والنمر والإبل والخشب والحجر،
فقالوا:
ذهب وأبحر وتنمر وتأبل وتخشب واستحجر.
ورأى مجمع اللغة العربية بالقاهرة قياسية هذا الضرب من الاشتقاق لشدة الحاجة إليه في العلوم،
فقال:
«اشتق العرب كثيرا من أسماء الأعيان، والمجمع يجيز هذا الاشتقاق للضرورة في لغة العلوم»،
ثم رأى «التوسع في هذه الإجازة بجعل الاشتقاق من أسماء الأعيان جائزا من غير تقييد بالضرورة».
واشتقوا من أسماء الأعيان المعربة كالدرهم والفهرس،
فقالوا:
درهم وفهرس، ويقال من الكهرباء والبلور: كهرب وبلور. ووضع المجمع قواعد الاشتقاق من الاسم الجامد العربي والاسم الجامد المعرب.
وقرر المجمع أيضا أنه «تصاغ مفعلة قياسا من أسماء الأعيان الثلاثية الأصول للمكان الذي تكثر فيه هذه الأعيان، سواء أكانت من الحيوان أم من النبات أم من الجماد»، فيقال: مبقرة ومقطنة وملبنة.
واشتقت العرب أيضا من أسماء الأعضاء، فقالوا: رأسه وأذنه وعانه: إذا أصاب رأسه وأذنه وعينه.
ورأى المجمع أن هذا الاشتقاق قياسي، فقال: «كثيرا ما اشتق العرب من اسم العضو فعلا للدلالة على إصابته.. وعلى هذا ترى اللجنة قياسيته».
واشتقوا من أسماء الزمان،
فقالوا:
أصاف وأخرف وأربع وأصبح: إذا دخل في الصيف والخريف والربيع والصباح،
ومن أسماء المكان،
فقالوا:
أنجد وأتهم وأشأم: إذا أتى نجدا وتهامة والشأم.
ومن أسماء الأعلام،
فقالوا:
تنزر وتقيس: إذا انتسب إلى نزار وقيس.
ومن أسماء الأعداد،
فقالوا:
ثنيته: جعلته اثنين، وثلثت القوم: صرت لهم ثالثا.
ومن أسماء الأصوات،
فقالوا:
فأفأ: ردد الفاء، وجأجأ بإبله: إذا دعاها لتشرب بقوله: جئ جئ. ومن حروف المعاني، فقالوا: سوف ولالى وأنعم: إذا قال: سوف ولا ونعم.
وقد استعملت العرب المصدر الصناعي بقلة وأخذته من أسماء المعاني والأعيان، كالجاهلية والفروسية واللصوصية والألوهية،
ورأى المجمع قياسية صنع هذا المصدر لشدة الحاجة إليه في العلوم والفنون،
فقال:
«إذا أريد صنع مصدر من كلمة يزاد عليها ياء النسب والتاء»، فيقال الاشتراكية والجمالية والرمزية والحمضية والقلوية.
إن ثبات حروف المادة الأصلية فيما اشتق منها ودلالة المشتقات على معنى المادة الأصلي مع زيادة فيه أفادته صيغتها بجعل ألفاظ اللغة مترابطة أشد الترابط.
وعلى هذا الاشتقاق يقوم القسم الأعظم من متن اللغة العربية، وهو أكثر أقسام الاشتقاق دورانا، وهو مما أجمع عليه اللغويون إلا من شذ منهم.
وتغني المشتقات عن مفردات كثيرة جدا لا بد من وضعها لو لم يكن الاشتقاق. وهذا الترابط المحكم الذي يحفظه الاشتقاق بين ألفاظ العربية هو خصيصة من خصائص هذه اللغة.
والاشتقاق هو السبيل إلى معرفة الأصلي من الزائد من الحروف كاستطاع من ط وع، ومعرفة أصول الألفاظ التي يطرأ التغيير على بعض حروفها كالسماء من س م و، ويميز به الدخيل من العربي كالسرادق والإستبرق والفردوس، فالدخيل لا مادة له في العربية.
وهو أهم وسيلة من وسائل نمو اللغة وتوالد موادها وتكاثر كلماتها، وتوليد كلمات جديدة للدلالة على معان مستحدثة كالسيارة والمطبعة والمذياع.
وقد اتخذ العلماء هذه الوسيلة لنقل العلوم ووضع المصطلحات. وللمجمع في موضوع الاشتقاق قرارات،
منها إلى ما ذكر: أنه رأى قياسية صيغ اسم الآلة: مفعل ومفعلة ومفعال، وصحة صوغ فعالة اسما للآلة، نحو مبذر ومجرفة ومحراث وسيارة،
ورأى إضافة ثلاث صيغ وهي فعال وفاعلة وفاعول، مثل إراث وساقية وساطور.
ورأى قياسية صوغ فعال للدلالة على الاحتراف أو ملازمة الشيء «فإذا خيف لبس بين صانع الشيء وملازمه كانت صيغة فعال للصانع وكان النسب بالياء لغيره» مثل زجاج لصانع الزجاج وزجاجي لبائعه.
ورأى قياسية استفعل للطلب والصيرورة، واشتقاق فعال وفعل للدلالة على الداء سواء أورد له فعل أم لم يرد، مثل السعال والزكام والبرص والصمم، وأنه يصاغ للدلالة على الحرفة أو شبهها من الثلاثي مصدر على وزن فعالة وغير ذلك مثل التجارة والحدادة والوراقة.

### الكبير
الاشتقاق الكبير هو أن يكون بين الكلمتين اتفاق في حروف المادة الأصلية من دون ترتيبها وتناسب في المعنى. مثل جذب وجبذ، وحمد ومدح. ويعرف بالقلب.
وذهب ابن جني[ر] إلى أن لتقاليب حروف المادة الواحدة معنى جامعا يسري في جميع ماتصرف منها، وعقد لذلك بابا سماه الاشتقاق الأكبر وللمادة الثلاثية 6 تقاليب، وللرباعية 24 تقليبا، وللخماسية 120 تقليبا. فمادة (ج ب ر) تدل تقاليبها: ج ب ر، ج ر ب، ب ج ر، ب ر ج، ر ج ب، ر ب ج على القوة والشدة، وتقاليب (ق س و) للقوة والاجتماع، وتقاليب(م ل س) للإصحاب والملاينة.

### الأكبر
الاشتقاق الأكبر هو أن يكون بين الكلمتين تناسب في المعنى واتفاق في بعض حروف المادة الأصلية وترتيبها سواء أكانت الحروف المتغايرة متناسبة في المخرج الصوتي أم لم تكن.
مثل ثلب وثلم، ونعق ونهق، ومدح ومده، وصرير وصريف، وخرب وخرق، وهديل وهدير، وكشط وقشط، وكد وكدح، وهذر وهذى، وكع وكاع، وطم وطمى، وغير ذلك من الألفاظ التي يوردها القائلون بالثنائية المعجمية،
وهي أن الأصل في الألفاظ العربية ثنائي لا ثلاثي وأن الحرف الثالث زيد تنويعا للمعنى العام الذي يدل عليه الأصل الثنائي. ويعرف هذا الاشتقاق بالإبدال. ويمكن أن يلجأ إلى الاشتقاق الأكبر في المصطلحات العملية عند الضرورة، مثل التأريث والتأريف.
وهذان الاشتقاقان الكبير والأكبر ليسا قياسيين، وهما غير معتمدين في اللغة، ولا يصح أن يستنبط بهما اشتقاق.

### الكُبَّار
الاشتقاق الكُبَّار فاسم أطلقه الأستاذ عبد الله أمين على ما يعرف بالنحت، وهو أخذ كلمة من بعض حروف كلمتين أو كلمات أو من جملة مع تناسب المنحوتة والمنحوت منها في اللفظ والمعنى.
وقد استعملته العرب لاختصار حكاية المركبات،
فقالوا:
بسمل وسبحل وحيعل: إذا قال: بسم الله، وسبحان الله، وحي على الفلاح. ومن المركب العلم المضاف، وهم إذا نسبوا إليه نسبوا إلى الأول، وربما اشتقوا النسبة منهما، فقالوا: عبشمي وعبقسي ومرقسي في النسبة إلى عبد شمس وعبد القيس وامرئ القيس في كندة. وهو قليل الاستعمال في العربية.
وذهب ابن فارس[ر] (ت 395 هـ) إلى أن أكثر الألفاظ الرباعية والخماسية منحوت وفيها الموضوع وضعا، وعلى هذا المذهب جرى في كتابه مقاييس اللغة.
هذا القسم من أقسام الاشتقاق وسيلة من وسائل توليد كلمات جديدة للدلالة على معان مستحدثة.
وقد أجازه المجمع عندما تلجئ إليه الضرورة العلمية.
فيقال:
حلمأ من حل بالماء، وبرمائي من بر وماء، وكهرضوئي من كهرباء وضوء.
ومنه اختصار أسماء المؤسسات العلمية وغيرها. كـ«متاع» المنحوت من مؤسسة تنفيذ الإنشاءات العسكرية.
هذه هي أقسام الاشتقاق عند أكثر المحدثين. وبين من ألف في موضوع الاشتقاق، أو جعله بحثا من أبحاث كتابه بعض اختلاف في تسميتها وتعريفها.
وقد ألف جماعة من أعلام العربية المتقدمين كتبا أسموها «الاشتقاق» وهي داخلة في نطاق «الاشتقاق الصغير» وهو المراد عندما يطلق لفظ الاشتقاق في كتب اللغة العربية، وبه يعنى علماء الصرف.
فمنهم من تكلم على اشتقاق أسماء الرجال والنساء والقبائل من موادها اللغوية وأبنيتها ومعانيها،
كالأصمعي (ت 216 هـ)، وأبي الوليد عبد الملك بن قطن المهري القيرواني (ت256 هـ)، والمبرد (ت286 هـ)، وابن دريد[ر] (ت321 هـ)، وأبي جعفر النحاس (ت337 هـ)، وأبي عبيد البكري الأندلسي (ت 487 هـ)،
ومنهم من تكلم على اشتقاق أسماء المواضع والبلدان كحجة الأفاضل علي بن محمد الخوارزمي (ت560 هـ)،
ومنهم من تكلم على اشتقاق أسماء الله الحسنى كالزجاج (ت311 هـ)، وأبي جعفر النحاس، والزجاجي (ت337 هـ).
وألف ابن السراج (ت316 هـ) رسالة تكلم فيها عن أسئلة ستة حول الاشتقاق.